# Cobi Jones
Cobi N'Gai Jones (Detroit, 16. lipnja 1970.), umirovljeni američki nogometni veznjak i nogometni analitičar. Igrač je s najviše nastupa za reprezentaciju SAD-a i Los Angeles Galaxy, momčad u kojoj je proveo većinu svoje klupske karijere. Primljen je i u američku Kuću slavnih nogometaša. Ubrajan je među najbolje igrače MLS-a svoga vremena.
Rođen u Detroitu 1970. godine, nogomet je počeo igrati s 5 godina. Po jednu sezonu igrao je za engelski Coventry City i brazilski Vasco da Gama, nakon čega je sljedećih jedanaest godina proveo u LA Galaxyiu, za koji je ukupno upisao 306 nastupa i 70 pogodaka stekavši u Galatikosima status klupske legende.
Za SAD je nastupio na tri Svjetska prvenstva: 1994. na domaćem travnjaku, 1998. u Francuskoj i 2002. u Južnoj Koreji i Japanu. Nastupio je i na Olimpijskim igrama u Barceloni 1992., a zahvaljujući dreadlocksima s kojima je igrao na Južnoameričkom prvenstvu u Urugvaju 1995. postao je vrlo popularan u zemljama Latinske Amerike.
Oženjen je i ima dva sina. Radi kao nogometni analitičar na više športskih televizijskih kanala (Fox Sport i dr.)